# Pteropodinae
Sous-famille
Les Pteropodinae sont une sous-famille de chauve-souris.

## Liste desgenreset espèces
- Acerodon Jourdan, 1837
  -  Acerodon celebensis (Peters, 1867)
  - Acerodon humilis K. Andersen, 1909
  - Acerodon jubatus (Eschscholtz, 1831)
  - Acerodon leucotis (Sanborn, 1950)
  - Acerodon lucifer Elliot, 1896
  - Acerodon mackloti (Temminck, 1837)
- Aethalops Thomas, 1923
  -  Aethalops alecto (Thomas, 1923)
- Alionycteris Kock, 1969
  -  Alionycteris paucidentata Kock, 1969
- Aproteles Menzies, 1977
  -  Aproteles bulmerae Menzies, 1977
- Balionycteris Matschie, 1899
  -  Balionycteris maculata (Thomas, 1893)
- Boneia Jentink, 1879
  -  Boneia bidens Jentink, 1879
- Casinycteris Thomas, 1910
  -  Casinycteris argynnis Thomas, 1910
- Chironax K. Andersen, 1912
  -  Chironax melanocephalus (Temminck, 1825)
- Cynopterus F. Cuvier, 1824
  - Cynopterus brachyotis (Müller, 1838)
  - Cynopterus horsfieldi Gray, 1843
  - Cynopterus nusatenggara Kitchener and Maharadatunkamsi, 1991
  - Cynopterus sphinx (Vahl, 1797)
  - Cynopterus titthaecheilus (Temminck, 1825)
- Dobsonia Palmer, 1898
  - Dobsonia beauforti Bergmans, 1975
  - Dobsonia chapmani Rabor, 1952
  - Dobsonia emersa Bergmans and Sarbini, 1985
  - Dobsonia exoleta K. Andersen, 1909
  - Dobsonia inermis K. Andersen, 1909
  - Dobsonia minor (Dobson, 1879)
  - Dobsonia moluccensis (Quoy and Gaimard, 1830)
  - Dobsonia pannietensis (De Vis, 1905)
  - Dobsonia peroni (E. Geoffroy, 1810)
  - Dobsonia praedatrix K. Andersen, 1909
  - Dobsonia viridis (Heude, 1896)
- Dyacopterus K. Andersen, 1912
  - Dyacopterus spadiceus (Thomas, 1890)
- Eidolon Rafinesque, 1815
  - Eidolon dupreanum (Schlegel, 1867)
  - Eidolon helvum (Kerr, 1792)
- Epomophorus Bennett, 1836
  - Epomophorus angolensis Gray, 1870
  - Epomophorus gambianus (Ogilby, 1835)
  - Epomophorus grandis (Sanborn, 1950)
  - Epomophorus labiatus (Temminck, 1837)
  - Epomophorus minimus Claessen and de Vree, 1991
  - Epomophorus wahlbergi (Sundevall, 1846)
- Epomops Gray, 1870
  - Epomops buettikoferi (Matschie, 1899)
  - Epomops dobsoni (Bocage, 1889)
  - Epomops franqueti (Tomes, 1860)
- Haplonycteris Lawrence, 1939
  -  Haplonycteris fischeri Lawrence, 1939
- Harpyionycteris Thomas, 1896
  - Harpyionycteris celebensis Miller and Hollister, 1921
  - Harpyionycteris whiteheadi Thomas, 1896
- Hypsignathus H. Allen, 1861
  -  Hypsignathus monstrosus H. Allen, 1861
- Latidens Thonglongya, 1972
  -  Latidens salimalii Thonglongya, 1972
- Megaerops Peters, 1865
  - Megaerops ecaudatus (Temminck, 1837)
  - Megaerops kusnotoi Hill and Boedi, 1978
  - Megaerops niphanae Yenbutra and Felten, 1983
  - Megaerops wetmorei Taylor, 1934
- Micropteropus Matschie, 1899
  - Micropteropus intermedius Hayman, 1963
  - Micropteropus pusillus (Peters, 1867)
- Myonycteris Matschie, 1899
  - Myonycteris brachycephala (Bocage, 1889)
  - Myonycteris relicta Bergmans, 1980
  - Myonycteris torquata (Dobson, 1878)
- Nanonycteris Matschie, 1899
  - Nanonycteris veldkampi (Jentink, 1888)
- Neopteryx Hayman, 1946
  -  Neopteryx frosti Hayman, 1946
- Nyctimene Borkhausen, 1797
  - Nyctimene aello (Thomas, 1900)
  - Nyctimene albiventer (Gray, 1863)
  - Nyctimene celaeno Thomas, 1922
  - Nyctimene cephalotes (Pallas, 1767)
  - Nyctimene certans K. Andersen, 1912
  - Nyctimene cyclotis K. Andersen, 1910
  - Nyctimene draconilla Thomas, 1922
  - Nyctimene major (Dobson, 1877)
  - Nyctimene malaitensis Phillips, 1968
  - Nyctimene masalai Smith and Hood, 1983
  - Nyctimene minutus K. Andersen, 1910
  - Nyctimene rabori Heaney and Peterson, 1984
  - Nyctimene robinsoni Thomas, 1904
  - Nyctimene sanctacrucis Troughton, 1931
  - Nyctimene vizcaccia Thomas, 1914
- Otopteropus Kock, 1969
  - Otopteropus cartilagonodus Kock, 1969
- Paranyctimene Tate, 1942
  -  Paranyctimene raptor Tate, 1942
- Penthetor K. Andersen, 1912
  -  Penthetor lucasi (Dobson, 1880)
- Plerotes K. Andersen, 1910
  -  Plerotes anchietai (Seabra, 1900)
- Ptenochirus Peters, 1861
  - Ptenochirus jagori (Peters, 1861)
  - Ptenochirus minor Yoshiyuki, 1979
- Pteralopex Thomas, 1888
  - Pteralopex acrodonta Hill and Beckon, 1978
  - Pteralopex anceps K. Andersen, 1909
  - Pteralopex atrata Thomas, 1888
  - Pteralopex pulchra Flannery, 1991
- Pteropus Erxleben, 1777 - renards volants
  - Pteropus admiralitatum Thomas, 1894
  - Pteropus aldabrensis True, 1893
  - Pteropus alecto Temminck, 1837
  - Pteropus anetianus Gray, 1870
  - Pteropus argentatus Gray, 1844
  - Pteropus brunneus Dobson, 1878
  - Pteropus caniceps Gray, 1870
  - Pteropus chrysoproctus Temminck, 1837
  - Pteropus conspicillatus Gould, 1850
  - Pteropus dasymallus Temminck, 1825
  - Pteropus faunulus Miller, 1902
  - Pteropus fundatus Felten and Kock, 1972
  - Pteropus giganteus (Brünnich, 1782)
  - Pteropus gilliardi Van Deusen, 1969
  - Pteropus griseus (E. Geoffroy, 1810)
  - Pteropus howensis Troughton, 1931
  - Pteropus hypomelanus Temminck, 1853
  - Pteropus insularis Hombron and Jacquinot, 1842
  - Pteropus leucopterus Temminck, 1853
  - Pteropus livingstonii Gray, 1866
  - Pteropus lombocensis Dobson, 1878
  - Pteropus lylei K. Andersen, 1908
  - Pteropus macrotis Peters, 1867
  - Pteropus mahaganus Sanborn, 1931
  - Pteropus mariannus Desmarest, 1822
  - Pteropus mearnsi Hollister, 1913
  - Pteropus melanopogon Peters, 1867
  - Pteropus melanotus Blyth, 1863
  - Pteropus molossinus Temminck, 1853
  - Pteropus neohibernicus Peters, 1876
  - Pteropus niger (Kerr, 1792)
  - Pteropus nitendiensis Sanborn, 1930
  - Pteropus ocularis Peters, 1867
  - Pteropus ornatus Gray, 1870
  - Pteropus personatus Temminck, 1825
  - Pteropus phaeocephalus Thomas, 1882
  - Pteropus pilosus K. Andersen, 1908
  - Pteropus pohlei Stein, 1933
  - Pteropus poliocephalus Temminck, 1825
  - Pteropus pselaphon Lay, 1829
  - Pteropus pumilus Miller, 1911
  - Pteropus rayneri Gray, 1870
  - Pteropus rodricensis Dobson, 1878 - Roussette de Rodrigue
  - Pteropus rufus Tiedemann, 1808
  - Pteropus samoensis Peale, 1848
  - Pteropus sanctacrucis Troughton, 1930
  - Pteropus scapulatus Peters, 1862
  - Pteropus seychellensis Milne-Edwards, 1877
  - Pteropus speciosus K. Andersen, 1908
  - Pteropus subniger (Kerr, 1792)
  - Pteropus temmincki Peters, 1867
  - Pteropus tokudae Tate, 1934
  - Pteropus tonganus Quoy and Gaimard, 1830
  - Pteropus tuberculatus Peters, 1869
  - Pteropus vampyrus (Linnaeus, 1758)
  - Pteropus vetulus Jouan, 1863 - Roussette des roches, Renard volant de Nouvelle-Calédonie
  - Pteropus voeltzkowi Matschie, 1909
  - Pteropus woodfordi Thomas, 1888
- Rousettus Gray, 1821
  - Rousettus amplexicaudatus (E. Geoffroy, 1810) - roussette de Geoffroy
  - Rousettus angolensis (Bocage, 1898) - roussette de l'Angola
  - Rousettus celebensis K. Andersen, 1907 - roussette du Sulawesi
  - Rousettus egyptiacus (E. Geoffroy, 1810) - roussette d'Égypte
  - Rousettus lanosus Thomas, 1906 - roussette laineuse
  - Rousettus leschenaulti (Desmarest, 1820) - roussette de Leschenault
  - Rousettus madagascariensis G. Grandidier, 1928 - roussette de Madagascar
  - Rousettus obliviosus Kock, 1978 - roussette des Comores
  - Rousettus spinalatus Bergmans and Hill, 1980 - roussette à dos nu
- Scotonycteris Matschie, 1894
  - Scotonycteris ophiodon Pohle, 1943
  - Scotonycteris zenkeri Matschie, 1894
- Sphaerias Miller, 1906
  -  Sphaerias blanfordi (Thomas, 1891)
- Styloctenium Matschie, 1899
  -  Styloctenium wallacei (Gray, 1866)
- Thoopterus Matschie, 1899
  -  Thoopterus nigrescens (Gray, 1870)